# Elizabeth Manley
Elizabeth Ann Manley (Belleville, Ontário, 7 de agosto de 1965) é uma ex-patinadora artística canadense. Ela conquistou uma medalha de prata olímpica em 1988, e conquistou uma medalhas de prata em campeonatos mundiais.

## Principais resultados
| Resultados                                            | Resultados        | Resultados        | Resultados    | Resultados       | Resultados      | Resultados       | Resultados      | Resultados       | Resultados    | Resultados    | Resultados    | Resultados    |
| Internacional                                         | Internacional     | Internacional     | Internacional | Internacional    | Internacional   | Internacional    | Internacional   | Internacional    | Internacional | Internacional | Internacional | Internacional |
| Evento/Temporada                                      | 1980– 1981        | 1981– 1982        | 1982– 1983    | 1983– 1984       | 1984– 1985      | 1985– 1986       | 1986– 1987      | 1987– 1988       |               |               |               |               |
| ----------------------------------------------------- | ----------------- | ----------------- | ------------- | ---------------- | --------------- | ---------------- | --------------- | ---------------- | ------------- | ------------- | ------------- | ------------- |
| Jogos Olímpicos                                       |                   |                   |               | 13.ª             |                 |                  |                 | Medalha de prata |               |               |               |               |
| Campeonato Mundial                                    |                   | 13.ª              |               | 8.ª              | 9.ª             | 5.ª              | 4.ª             | Medalha de prata |               |               |               |               |
| Nebelhorn Trophy                                      | Medalha de bronze |                   |               |                  |                 |                  |                 |                  |               |               |               |               |
| NHK Trophy                                            |                   |                   |               |                  | 5.ª             |                  |                 |                  |               |               |               |               |
| Skate America                                         |                   |                   | 8.ª           |                  |                 |                  |                 |                  |               |               |               |               |
| Skate Canada International                            |                   |                   |               |                  |                 | Medalha de prata | Medalha de ouro | Medalha de prata |               |               |               |               |
| Internacional – Júnior                                |                   |                   |               |                  |                 |                  |                 |                  |               |               |               |               |
| Campeonato Mundial Júnior                             |                   | Medalha de bronze |               |                  |                 |                  |                 |                  |               |               |               |               |
| Nacional                                              |                   |                   |               |                  |                 |                  |                 |                  |               |               |               |               |
| Campeonato Canadense                                  | Medalha de bronze | Medalha de prata  | 4.ª           | Medalha de prata | Medalha de ouro | Medalha de prata | Medalha de ouro | Medalha de ouro  |               |               |               |               |
|                                                       |                   |                   |               |                  |                 |                  |                 |                  |               |               |               |               |
| Legenda: Competição não foi disputada nesta temporada |                   |                   |               |                  |                 |                  |                 |                  |               |               |               |               |